# Enclomifene
Enclomifene (INN) (tên dự kiến thương hiệu Androxal và EnCyzix), hoặc enclomiphene (USAN), là một chất điều biến thụ thể có chọn lọc estrogen không steroid (SERM) của triphenylethylene nhóm đó đang được phát triển để điều trị thiểu năng sinh dục nam. Kể từ tháng 12 năm 2016, nó đang trong giai đoạn phát triển trước khi đăng ký và đang được Cơ quan Quản lý Thực phẩm và Dược phẩm Hoa Kỳ và Cơ quan Dược phẩm Châu Âu tại Liên minh Châu Âu xem xét.  Vào tháng 1 năm 2018, Ủy ban về các sản phẩm thuốc sử dụng cho con người của Cơ quan y tế châu Âu đã đề nghị từ chối ủy quyền tiếp thị đối với chất gây ung thư đối với việc điều trị chứng suy sinh dục thứ phát.
Enclomifene hoạt động bằng cách đối vận các thụ thể estrogen (ER) trong tuyến yên, làm giảm điều hòa ngược âm tính của estrogen trên trục hạ đồi-tuyến yên-tuyến sinh dục, do đó tăng gonadotropin tiết và do đó tuyến sinh dục sản xuất testosterone. Nó là một trong hai đồng phân lập thể của clomifene, bản thân nó là hỗn hợp của 38% zuclomifene và 62% encomifene.  Enclomifene là (E) - stereoisome của clomifene, trong khi zuclomifene là -stisisis (Z). Trong khi zuclomifene nhiều estrogen, enclomifene nhiều antiestrogenic.  Theo đó, không giống như encomifene, zuclomifene là kháng gonadotropic do kích hoạt ER và có khả năng làm giảm nồng độ testosterone ở nam giới xuống mức gần như thiến.  Như vậy, encomifene tinh khiết đồng nhất thuận lợi hơn clomifene như một progonadotropin trong điều trị suy sinh dục nam.